# Решица
Решица (рум. Reșița, мађ. Resicabánya) је град и локална самоуправа у западном делу Румуније. Град се налази у румунском делу историјске покрајине Банат и средиште је жупаније Караш-Северин. Град Решица обухвата и насељена места Доман, Калник, Куптоаре, Мониом, Секу и Церова. Према попису из 2021. имала је 58.393 становника.

## Географија
Град Решица смештен је у долини речице Брзаве, у области Банатских планина. Град је привредно и управно средиште источног, брдског дела Баната у Румунији.
Површина града износи 198,34 .

## Историја
Мада у околини града постоје археолошка налазишта из праисторијског и римског периода први помен града је из 15. века под именом Rechyoka. Место је првобитно било село, па се због развоја индустрије претворило у градић. По "Румунској енциклопедији", помиње се 1673. године као "Ресиница". Први помен града са пуним данашњим називом је из 1717. Године 1771, Решица постаје важно рударско место, јер је следеће године пуштена у рад прва "висока пећ". Ово је довело и до насељавања Немаца у месту. Аустријски царски ревизор Ерлер је 1774. године констатовао да место припада Карашевском округу, Вршачког дистрикта. Ту је рудник гвожђа а становништво је било претежно влашко. Развоју рударства допринеће откриће великих наслага угља 1790. године у околини, у Анини.
Друштво за румунско народно позориште је 1873. године имало две подружнице, у Темишвару и Решици.
После прикључења града Румунији Решица је, нарочито после Другог светског рата, брзо напредовала захваљујући развоју железаре у велики индустријски комбинат. Међутим, падом комунизма привреда ослоњена највише на железару пропада. Последњих година поново су видљиви знакови опоравка, али се сматра се црна металургија и градска железара више никад неће имати значај као пре.

## Становништво
| 1930.  | 1948.  | 1956.  | 1966.  | 1977.  | 1992.  | 2002.  | 2011.  | 2021.  |
| ------ | ------ | ------ | ------ | ------ | ------ | ------ | ------ | ------ |
| 19.868 | 24.895 | 41.234 | 56.653 | 84.786 | 96.918 | 84.026 | 73.282 | 58.393 |

Према попису из 2021. на територији града Решице живело је 58.393 становника, од којих у самом насељу 55.181 становник, а остатак у другим насељима града. У односу на попис из 2011. када је било 73.282 становника, забележен је пад у броју становника од 20,32% тј. 14.889 становника.
Већинско становништво у граду су Румуни. Значајнијих етничких мањина данас нема, мада се мора напоменути да је некада било много Немаца, који су по традицији били чести у рударским местима широм некадашње Хабзбуршке монархије. Данас Решица спада у градове у Румунији са великим падом становништва услед пропасти месне привреде.
| \| Етнички састав према попису из 2021. \| Етнички састав према попису из 2021. \| Етнички састав према попису из 2021. \| Етнички састав према попису из 2021. \| Етнички састав према попису из 2021. \| \| ------------------------------------ \| ------------------------------------ \| ------------------------------------ \| ------------------------------------ \| ------------------------------------ \| \| \| \| \| \| \| \| Румуни \| Румуни \| \| 44.492 \| 76,19% \| \| Мађари \| Мађари \| \| 822 \| 1,41% \| \| Роми \| Роми \| \| 658 \| 1,13% \| \| Немци \| Немци \| \| 637 \| 1,09% \| \| Хрвати \| Хрвати \| \| 243 \| 0,42% \| \| Срби \| Срби \| \| 207 \| 0,35% \| \| Украјинци \| Украјинци \| \| 167 \| 0,29% \| \| Чеси \| Чеси \| \| 42 \| 0,07% \| \| Словаци \| Словаци \| \| 27 \| 0,05% \| \| Остали \| Остали \| \| 57 \| 0,10% \| \| Непознато \| Непознато \| \| 11.041 \| 18,91% \| |           |  |        |        |
| Етнички састав према попису из 2021. |           |  |        |        |
| |           |  |        |        |
| Румуни | Румуни    |  | 44.492 | 76,19% |
| Мађари | Мађари    |  | 822    | 1,41%  |
| Роми | Роми      |  | 658    | 1,13%  |
| Немци | Немци     |  | 637    | 1,09%  |
| Хрвати | Хрвати    |  | 243    | 0,42%  |
| Срби | Срби      |  | 207    | 0,35%  |
| Украјинци | Украјинци |  | 167    | 0,29%  |
| Чеси | Чеси      |  | 42     | 0,07%  |
| Словаци | Словаци   |  | 27     | 0,05%  |
| Остали | Остали    |  | 57     | 0,10%  |
| Непознато | Непознато |  | 11.041 | 18,91% |

### Срби у Решици и околини
Срба је одувек било у Решици, али у малом броју. Недостатак школе и румунско окружење су довеле до стагнације. Занимљиво је да по митрополијском извештају из 1861. године пише да у целом Бокшанском срезу нема ни једног Србина. По српском извору из 1905. године у Румунској Решицу, насељу у Решичком срезу, било је 9 становника православних Срба и у Решицабања још 51 душа. У целом срезу православних Срба има у 11 насеља, укупно 84. Њихов број је знатно порастао локалним досељавањем у 20. веку. Према попису из 2011. године у граду Решици је живело 344 Срба, окупљених око своје цркве, а то је 0,5% укупног становништва Решице.
Прва српска православна парохија је основана 1990. године. Богослужења су почела да се врше у изнајмљеној лутеранској богомољи. Српски храм посвећен је празнику Васкрсења Господњег, и слави се другог дана Ускрса. Храм је почео да ниче освећењем његових темеља, од стране владике Лукијана, 4. септембра 1999. године. По пројекту Србина из Решице, Борислава Виктора Најдана, храм у српско-византијском стилу градила је грађевинска фирма Кристи Конс. Освећење готове цркве уследило је 9. априла 2001. године. Први решички парох је протојереј Стојан Петровић; одликован је правом ношења напрсног крста. Иконостас ниског типа од белог јасена резбарио је Виктор Гароју решички вајар, а иконе осликао сликар Раденко Јакшић из Шапца. Богородичин трон у цркви је радио мештанин Дорју Васијуц.
Пренумерант једне румунске књиге у Решици је био 1818—1819. године парох Павел Гајић. 
Другу румунску књигу 1832. године набавили су у Решици Монтани: Јован Томић протопрезвитер Карансебешки, Георгије Теодоровић парох, Јосиф Теодоровћ капелан, Јован Николајевић грађанин.
У близини Решице налазе се две мале општине Лупак и Карашево насељене Крашованима, етничком групом
католичке вероисповести чији се припадници углавном изјашњавају као Хрвати, а пореклом су из источне Србије. Године 1905. ту су били и Срби: у Лупку - 1 и у Крашову - 6 особа.

### Насеља
Град Решица се састоји из 7 насеља: Доман, Калник, Куптоаре, Мониом, Решица, Секу и Церова. Од свих насеља највећа је Решица у којој живи 94,5% становништва града.
| Назив       | Румунски назив | Становништво | Становништво |
| Назив       | Румунски назив | 2011.        | 2021.        |
| ----------- | -------------- | ------------ | ------------ |
| Доман       |                | 708          | 579          |
| Калник      |                | 1.397        | 1.337        |
| Куптоаре    |                | 324          | 255          |
| Мониом      |                | 319          | 286          |
| Решица      |                | 69.513       | 55.181       |
| Секу        |                | 512          | 335          |
| Церова      |                | 509          | 420          |
| Град Решица |                | 73.282       | 58.393       |

## Занимљивости града
Ту је између два рата била Фабрика железничких вагона.
Музеј локомотива у Решици чува најстарије примерке локомотива у Румунији.

## Партнерски градови
- Монктон
- Пезаро
- Кикинда
- Панчево